# 黑斜线侧褶蛙
黑斜线侧褶蛙（学名：[Pelophylax nigrolineata] 错误：{{Lang}}：文本有斜体标记（帮助））为蛙科侧褶蛙属的两栖动物，是中国的特有物种。分布于云南等地，一般生活于水塘周围的草丛或落叶上。其生存的海拔为680米。该物种的模式产地在云南勐养。